# Distrikt Puente Piedra
Der Distrikt Puente Piedra ist einer der 43 Stadtbezirke der Region Lima Metropolitana in Peru. Er besitzt eine Fläche von 71,18 km². Beim Zensus 2017 wurden 329.675 Einwohner gezählt. Im Jahr 1993 lag die Einwohnerzahl bei 102.808, im Jahr 2007 bei 233.602.Verwaltungssitz ist Puente Piedra.

## Geographische Lage
Der Distrikt Puente Piedra liegt im Norden der Provinz Lima am Westufer des unteren Río Chillón, 20 km nördlich vom Stadtzentrum von Lima. Die mittlere Höhe des Distrikts liegt bei etwa 180 m. Die Längsausdehnung in Nord-Süd-Richtung beträgt etwa 16,7 km. Der 538 m hohe Höhenrücken des Cerro Chillón trennt den Distrikt von der weiter westlich an der Pazifikküste gelegenen Provinz Callao.
Der Distrikt Puente Piedra grenzt im Norden an den Distrikt Ancón, im Nordosten an den Distrikt Carabayllo, im Südosten an die Distrikte Comas, Los Olivos und San Martín de Porres sowie im Westen an die Distrikte Ventanilla und Mi Perú (beide in der Provinz Callao).